# Roudnice
Roudnice (německy Raudnitz) je obec v okrese Hradec Králové v Královéhradeckém kraji. Žije zde 838 obyvatel. Obcí protéká Roudnický potok.

## Historie
První písemná zmínka o obci pochází z roku 1384 (název obce zapsán v podobě Rudnicz), nicméně archeologické nálezy dosvědčují osídlení již v mladší době kamenné. V roce 1401 je ves zapsána jako Rudnicze a v roce 1436 ve shodě s dnešním zněním a pravopisem Roudnice. K majitelům vsi patřili Beneš z Rýzmburka na konci XIV. století, k Hynek Hlaváč z Dubé, rod Markvarticů, Soběslav z Miletínka a Vilém z Pernštejna, kdy byla Roudnice součástí pardubického panství. Po roce 1560 přešla ves do majetku panství chlumeckého zámku Karlova Koruna.

## Obyvatelstvo
| Rok            | 1869 | 1880  | 1890 | 1900 | 1910 | 1921 | 1930 | 1950 | 1961 | 1970 | 1980 | 1991 | 2001 | 2011 | 2021 |
| -------------- | ---- | ----- | ---- | ---- | ---- | ---- | ---- | ---- | ---- | ---- | ---- | ---- | ---- | ---- | ---- |
| Počet obyvatel | 896  | 1 014 | 959  | 922  | 882  | 867  | 862  | 604  | 569  | 568  | 528  | 491  | 511  | 622  | 656  |
| Počet domů     | 98   | 100   | 113  | 116  | 119  | 136  | 168  | 174  | 156  | 150  | 137  | 169  | 175  | 205  | 219  |

## Obecní správa

### Obecní symboly
Znak a vlajka byly obci uděleny rozhodnutím předsedy Poslanecké sněmovny Parlamentu České republiky dne 9. prosince 2002.

## Pamětihodnosti
- venkovská usedlost čp. 12
- venkovský dům čp. 21

K dalším cenným, avšak památkově nechráněným stavbám patří:
- čp. 9 – chalupa rodu Veverků (a sousední roubené stavení čp. 150)
- čp. 30 – zděný statek z 19. stol. s ozdobným průčelím (a dříve i sousední čp. 31 a 32, dnes znehodnocené zateplením)
- čp. 96 – zděný statek z 19. stol. s ozdobným průčelím
- několik kamenných křížů z první poloviny 19. stol.

## Osobnosti
- Jan Sokol – architekt, profesor
- František Xaver Matějka (v polských pramenech Franciszek Ksawery Matejko; * 1789/1793 v Roudnici, † 1860 v Krakově), vychovatel a učitel hudby u polských šlechtických rodin, otec slavného polského malíře Jana Matejka.
- Matěj Chvojka (1755–1791), zvaný „selský generál“[7], jeden z vůdců selského povstání v r. 1775
- Ve vsi byl od roku 1622 usazen rod Veverků, jehož dva členové – bratranci František (1799–1849) a Václav (1790–1849) – vynalezli roku 1827 v Rybitví ruchadlo.

## Fotogalerie

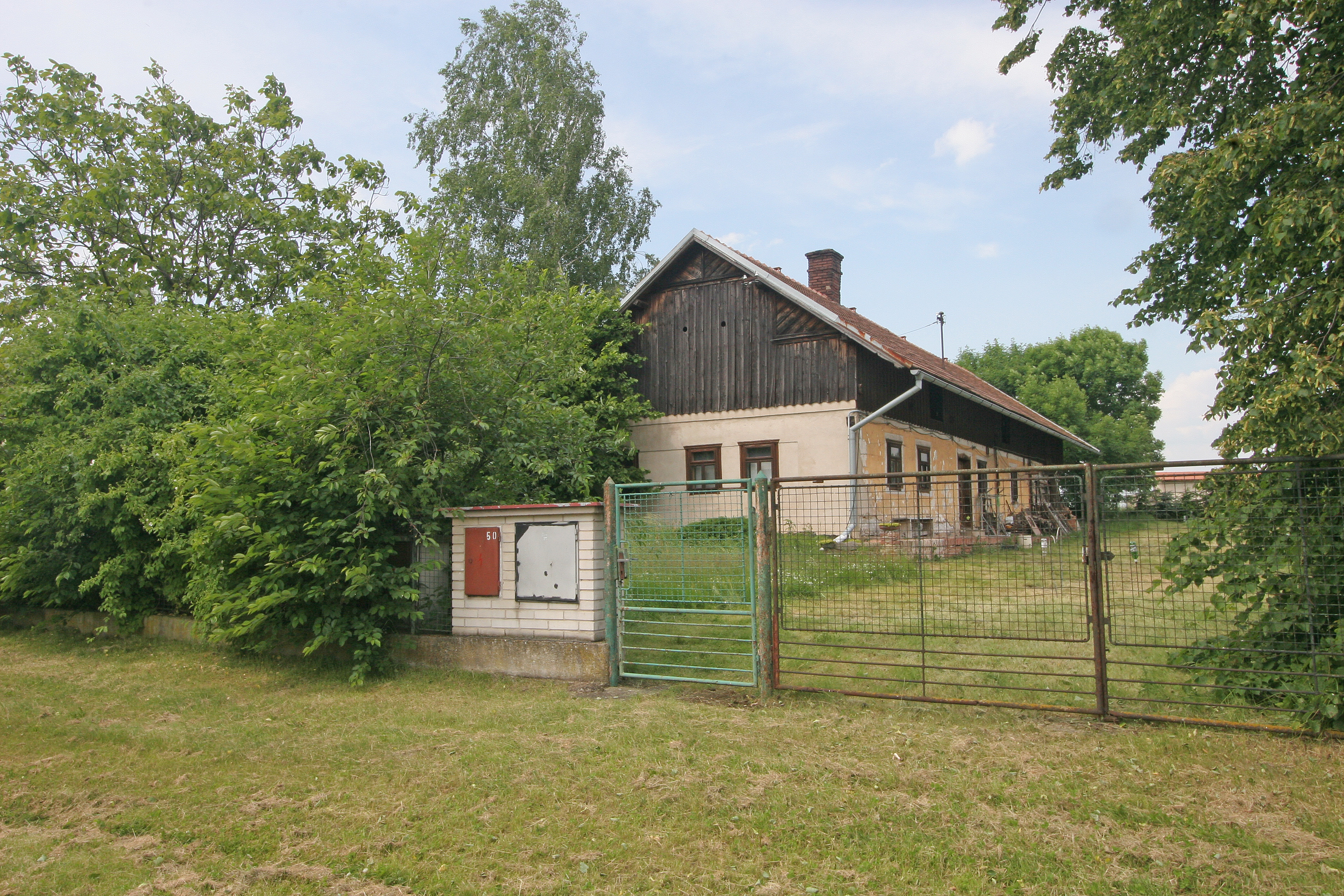
Chalupa rodu Veverků čp. 9
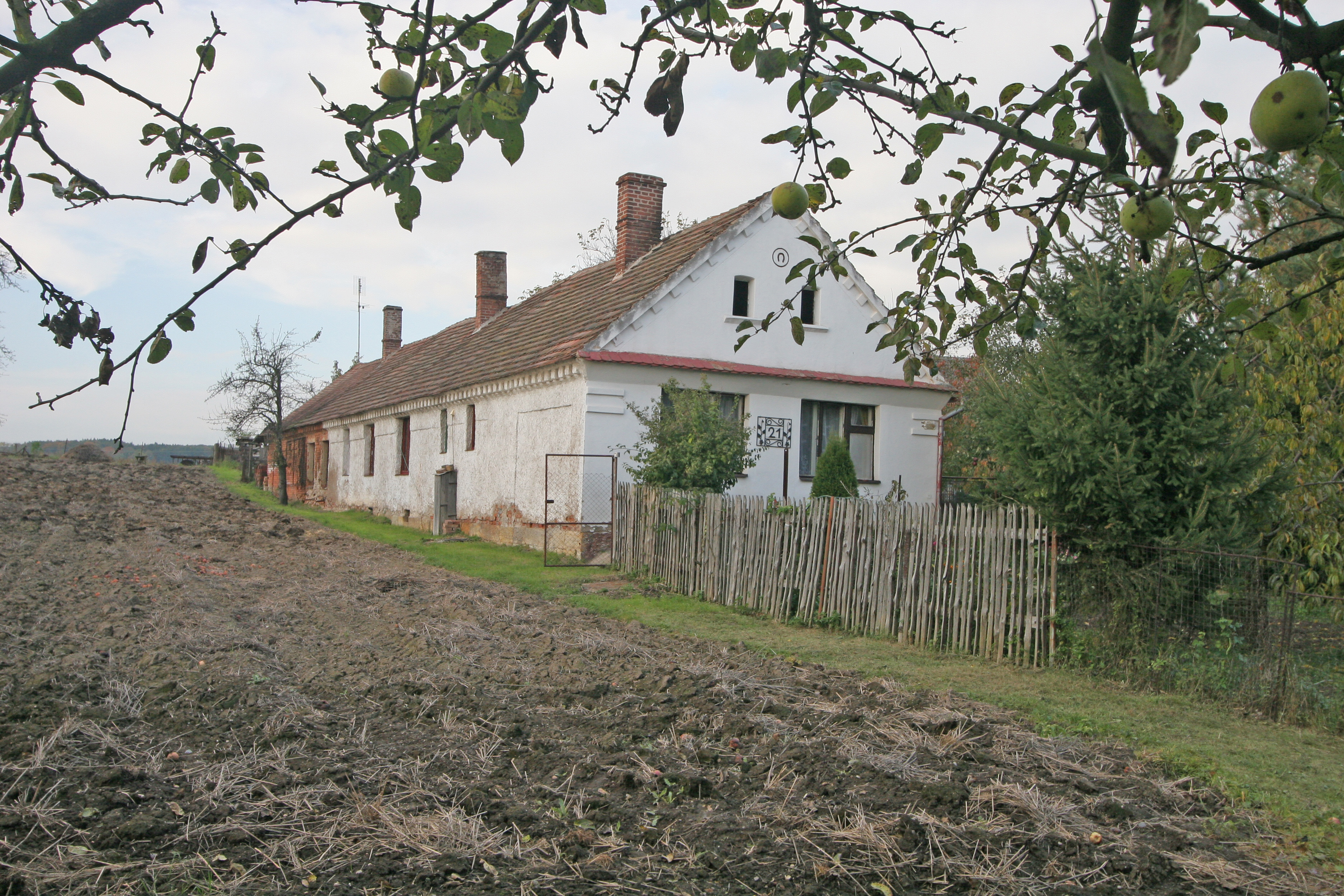
Památkově chráněná chalupa čp. 21
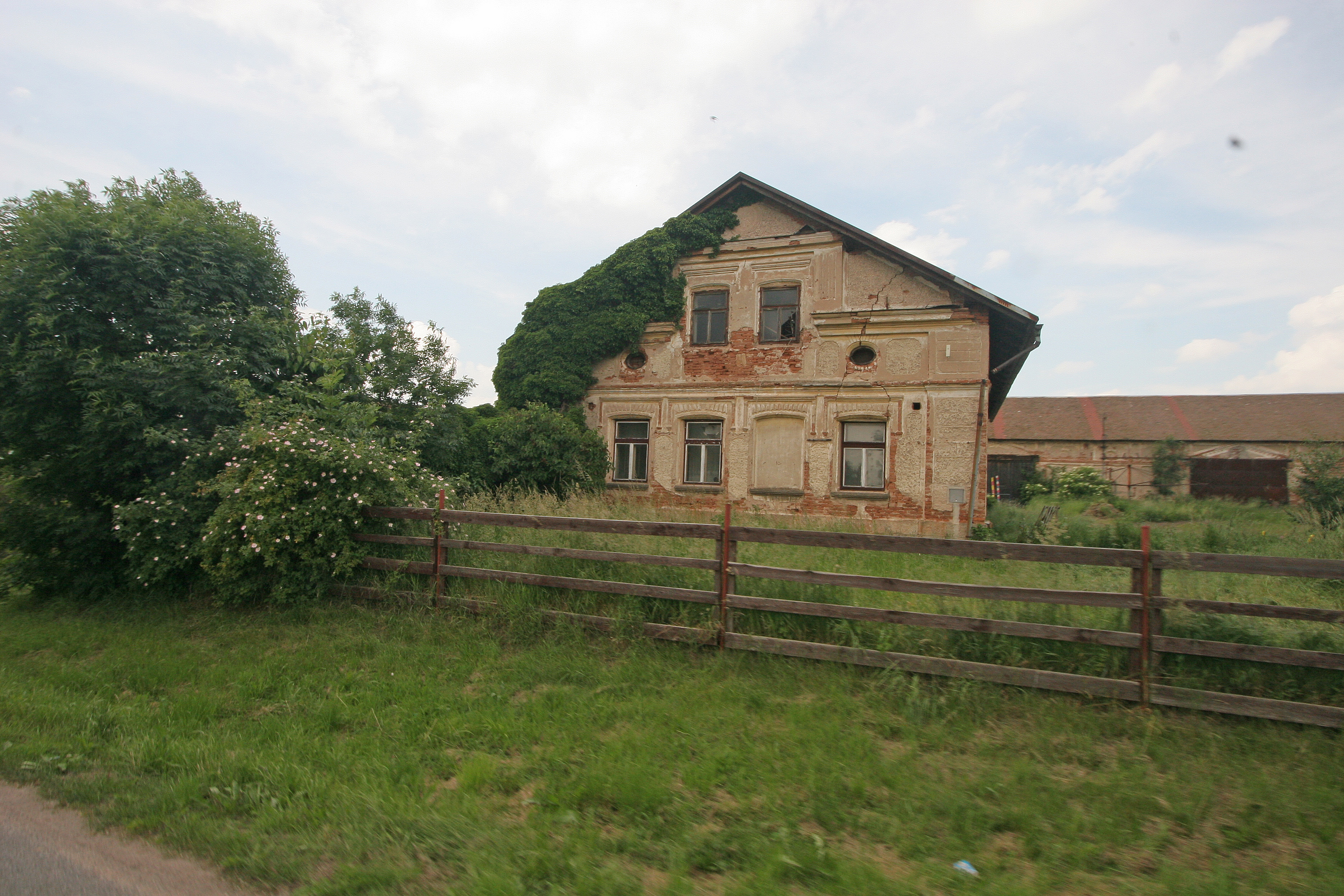
Statek čp. 30
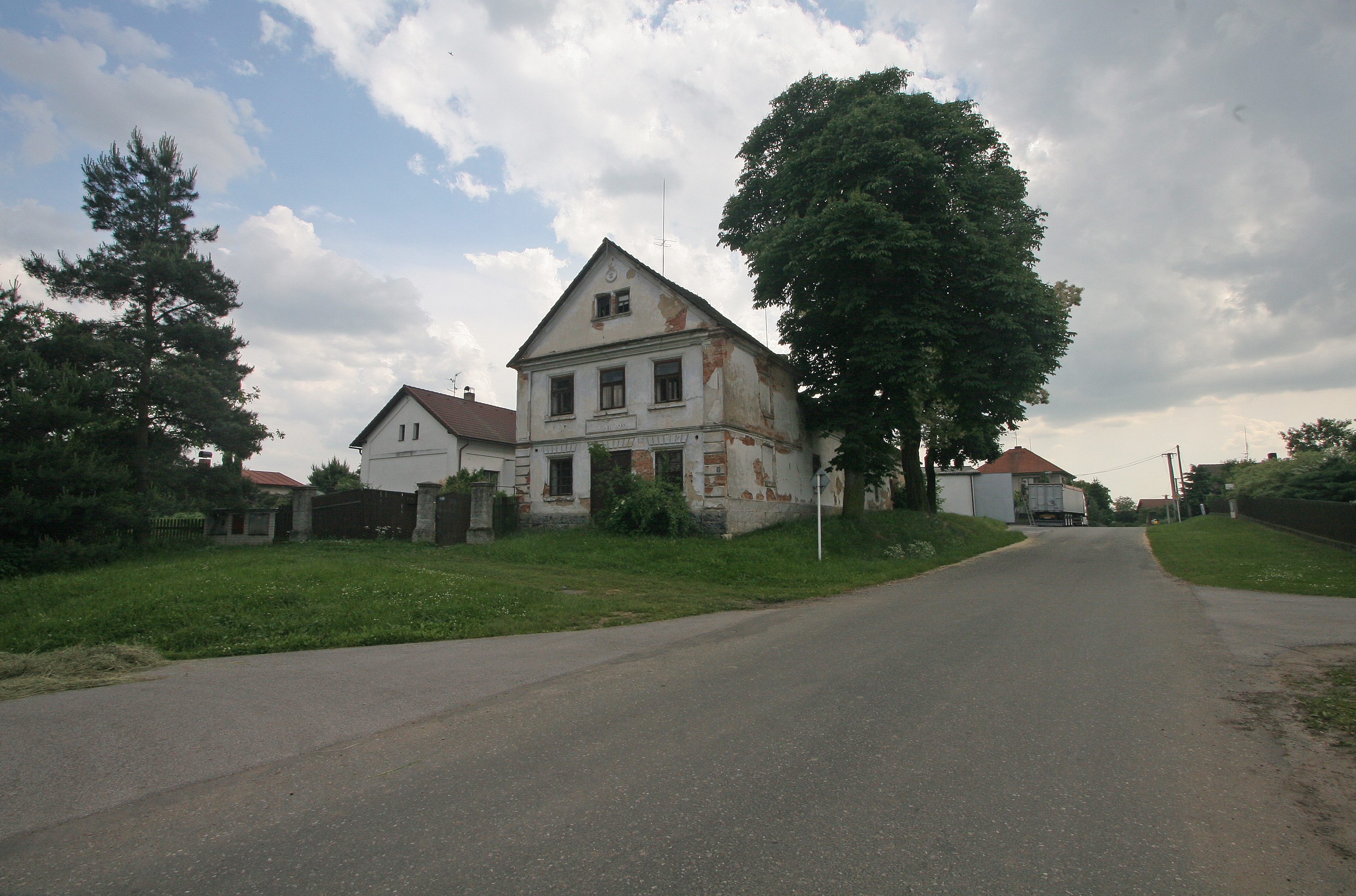
Statek čp. 96